# Santa Fe (Nova Vizcaya)
Santa Fe é um município de  terceira classe de renda municipal (d) na província Nova Vizcaya, nas Filipinas. De acordo com o censo de 1 de maio  de  2020 possui uma população de 18 276 pessoas e 4 496 domicílios.